# 7e cérémonie des Oscars
La 7e cérémonie des Oscars du cinéma s'est déroulée le 27 février 1935 à l'Hôtel Biltmore à Los Angeles.
La cérémonie est présentée par Irvin S. Cobb.

## Palmarès

### Oscar du meilleur film
- New York-Miami (It Happened One Night), produit par Columbia Pictures
  - Cléopâtre (Cleopatra), produit par Paramount
  - Voici la marine (Here Comes te Navy), produit par Warner Bros.
  - Images de la vie (Imitation of Life), produit par Universal
  - L'Introuvable (The Thin Man), produit par Metro-Goldwyn-Mayer
  - La Joyeuse Divorcée (The Gay Divorcee), produit par RKO Radio
  - Mademoiselle Général (Flirtation Walk), produit par First National
  - La Maison des Rothschild (The House of Rothschild), produit par 20th Century Fox
  - Miss Barrett (The Barretts of Wimploe Street), produit par Metro-Goldwyn-Mayer
  - Une nuit d'amour (One Night of Love), produit par Columbia
  - Viva Villa !, produit par Metro-Goldwyn-Mayer
  - The White Parade, produit par Jesse L. Lasky Production Company

### Oscar du meilleur réalisateur
- Frank Capra pour New York-Miami (It Happened One Night)
  - Victor Schertzinger pour Une nuit d'amour (One Night of Love)
  - W.S. Van Dyke pour L'Introuvable (The Thin Man)

### Oscar du meilleur acteur
- Clark Gable pour New York-Miami (It Happened One Night) 
  - Frank Morgan pour Les Amours de Cellini (The Affairs of Cellini)
  - William Powell pour L'Introuvable (The Thin Man)

### Oscar de la meilleure actrice
- Claudette Colbert pour New York-Miami (It Happened One Night)
  - Bette Davis pour L'Emprise (Of Human Bondage)
  - Grace Moore pour Une nuit d'amour (One Night of Love)
  - Norma Shearer pour Miss Barrett (The Barretts of Wimpole Street)

### Oscar de la meilleure histoire originale
- Arthur Caesar pour L'Ennemi public no 1 (Manhattan Melodrama)
  - Mauri Grashin pour Hide-Out
  - Norman Krasna pour La Femme la plus riche du monde (The Richest Girl in the World)

### Oscar du meilleur scénario adapté
- Robert Riskin pour New York-Miami (It Happened One Night)
  - Albert Hackett et Frances Goodrich pour L'Introuvable (The Thin Man)
  - Ben Hecht pour Viva Villa !

### Oscar du meilleur court métrage en prises de vues réelles(comédie)
- La Cucaracha de Kenneth Macgowan et Pioneer Pictures 
  - Men in Black de Jules White
  - What, No Men! de Warner Bros

### Oscar du meilleur court métrage en prises de vues réelles(nouveauté)
- City of Wax de Horace Woodard et Stacy Woodard 
  - Bosom Friends de Skibo Productions
  - Strikes and Spares de Pete Smith (en)

### Oscar du meilleur court métrage d'animation
- Le Lièvre et la Tortue (The Tortoise and the Hare) de Walt Disney
  - Holiday Land de Charles Mintz
  - Jolly Little Elves  de Walter Lantz

### Oscar des meilleurs décors
- Cedric Gibbons et Frederic Hope pour La Veuve joyeuse (The Merry Widow)
  - Van Nest Polglase et Carroll Clark pour La Joyeuse Divorcée (The Gay Divorcee)
  - Richard Day pour Les Amours de Cellini (The Affairs of Cellini)

### Oscar de la meilleure musique de film
- Columbia Studio Music Department pour Une nuit d'amour (One Night Love)
  - RKO Radio Studio Music Department pour La Joyeuse Divorcée (The Gay Divorcee)
  - RKO Radio Studio Music Department pour La Patrouille perdue (The Lost Patrol)

### Oscar de la meilleure chanson originale
- The Continental de Herb Magidson et Con Conrad pour La Joyeuse Divorcée (The Gay Divorcee)
  - Carioca d'Edward Eliscu, Gus Kahn et Vincent Youmans pour Carioca (Flying to Rio)
  - Love in Bloom de Leo Robin et Ralph Rainger pour She Loves Me Not

### Oscar de la meilleure photographie
- Victor Milner pour Cléopâtre (Cleopatra)
  - Charles Rosher pour Les Amours de Cellini (The Affairs of Cellini)
  - George Folsey pour L'Agent n° 13 (Operator 13)

### Oscar du meilleur assistant réalisateur
- John S. Waters pour Viva Villa !
  - Cullen Tate pour Cléopâtre (Cleopatra)
  - Scott Beal pour Images de la vie (Imitation of Life)

### Oscar du meilleur mixage de son
- John Livadary pour Une nuit d'amour (One Night in Love)
  - Thomas T. Moulton pour Les Amours de Cellini (The Affairs of Cellini)
  - Franklin B. Hansen pour Cléopâtre (Cleopatra)
  - Nathan Levinson pour Mademoiselle Général (Flirtation Walk)
  - Carl Dreher  pour La Joyeuse Divorcée (The Gay Divorcee)
  - Theodore Soderberg pour Images de la vie (Imitation of Life)
  - Douglas Shearer pour Viva Villa !
  - Edmund H. Hansen pour The White Parade

### Oscar du meilleur montage
- Conrad Nervig pour Eskimo
  - Anne Bauchens pour Cléopâtre (Cleopatra)
  - Gene Milford pour Une nuit d'amour (One Night of Love)

### Oscar de la jeunesse
- Shirley Temple

## Statistiques

### Nominations multiples
- 6 nominations: Une nuit d'amour
- 5 nominations: Cléopâtre, La Joyeuse Divorcée, New York-Miami
- 3 nominations: Images de la vie
- 2 nominations: Miss Barrett, Mademoiselle Général (Flirtation Walk), The White Parade

### Récompenses multiples
- 5 récompenses: New York-Miami
- 2 récompenses: Une nuit d'amour